# Église orthodoxe de Pologne

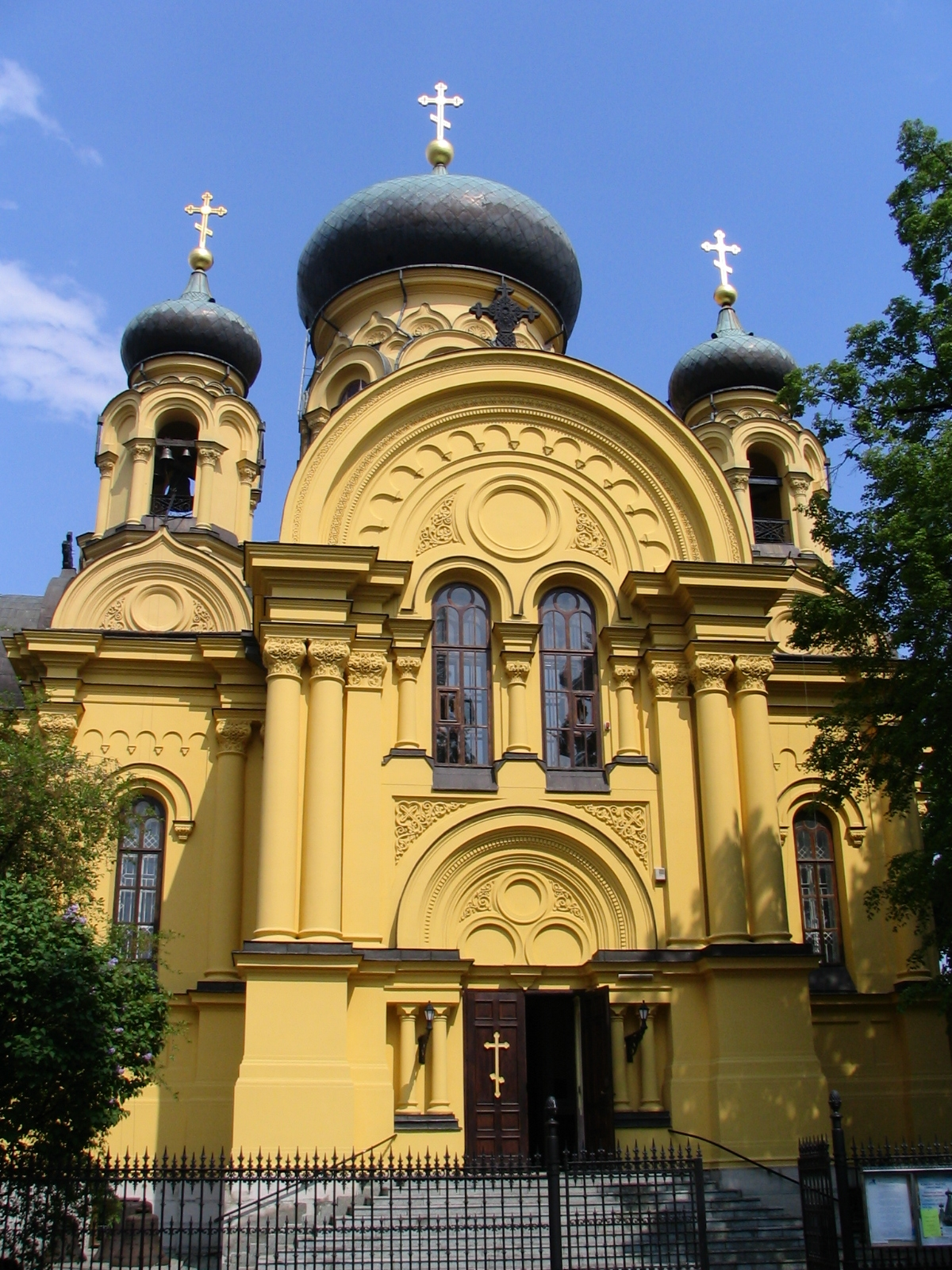
La cathédrale Sainte-Marie-Madeleine à Varsovie.

L'Église orthodoxe de Pologne est une juridication autocéphale de l'Église orthodoxe. Le primat de l'Église porte le titre de Métropolite de Varsovie et de toute la Pologne, avec résidence à Varsovie (titulaire actuel : Sabas depuis 1998).
Elle est distincte des communautés russes de Pologne dépendant du patriarcat de Moscou.

## Histoire

### Église orthodoxe autocéphale de Pologne
- 1924 : Déclaration d'autocéphalie de l'Église orthodoxe de Pologne par le Patriarcat œcuménique de Constantinople

## Organisation
L'Église compte six éparchies :
- Éparchie métropolitaine de Varsovie (avec vicariats métropolitains à Hajnowka, à Bielsk et à Siemiatycze)
  - 6 doyennés : Varsovie, Bielsk Podlaski, Hajnowka, Narew, Siemiatycze, Kleszczele
- Éparchie de Łódź et Poznań
  - 3 doyennés : Łódź, Cracovie, Bydgoszcz
- Éparchie de Przemyśl et Gorlice
  - 3 doyennés : Sanok, Gorlice, Przemyśl
- Éparchie de Wrocław et Szczecin
  - 5 doyennés : Wrocław, Lubin, Zielona Gora, Szczecin, Koszalin
- Éparchie de Lublin et Chełm
  - 5 doyennés : Lublin, Chełm, Biała Podlaska, Terespol, Zamość
- Éparchie de Białystok et Gdańsk
  - 5 doyennés : Białystok, Gdańsk, Grodek, Olsztyn, Sokolka

À ces six divisions territoriales s'ajoute l'Ordinariat orthodoxe de l'Armée polonaise